# 화물숭배

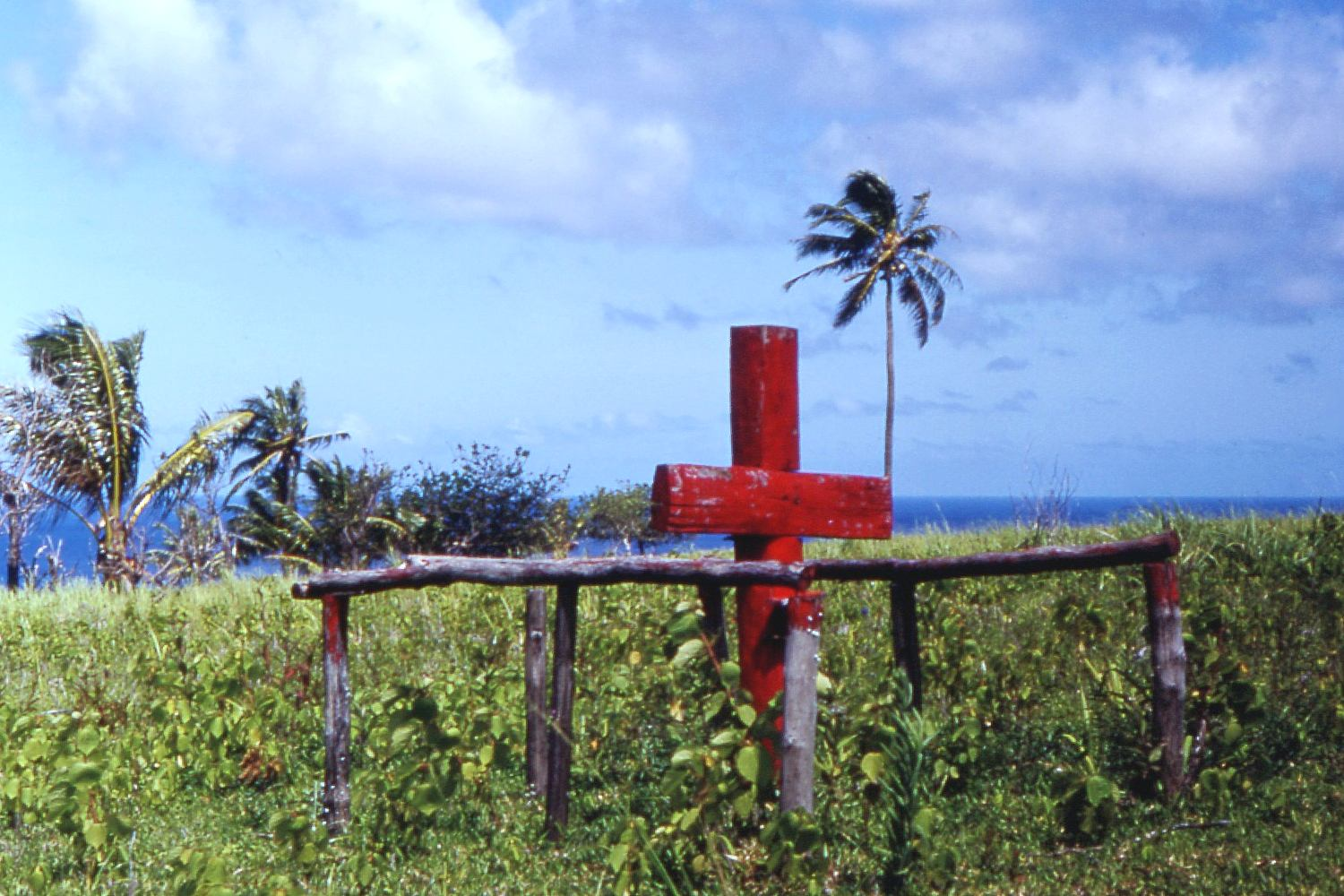
오세아니아 바누아투 탄나섬에 세워진 존 프롬 숭배 십자가

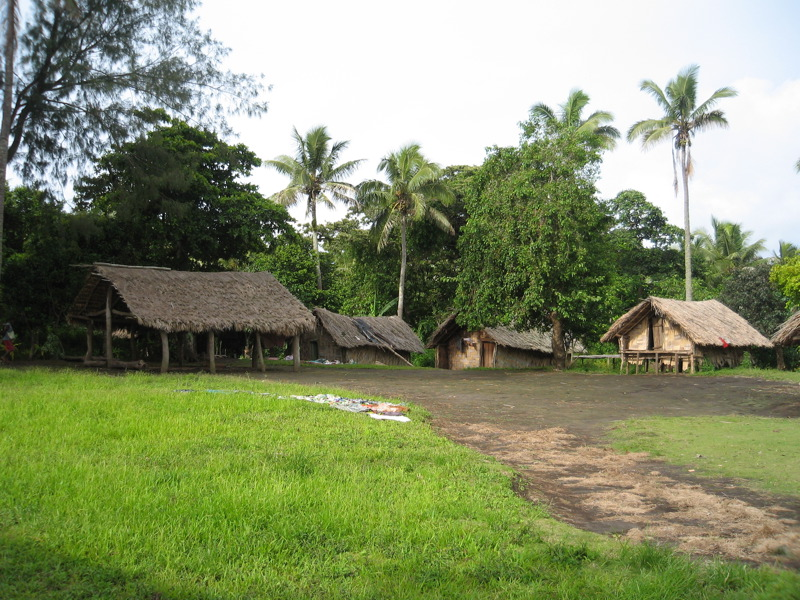
존 프롬(John Frum) 숭배자 들의 집회당. 존 프롬은 화물 숭배 신앙을 가진 사람들이 기리는 예언자이다.

화물숭배(cargo cult 카고 컬트[*])는 죽은 조상들이 배나 비행기에 특별한 화물을 가지고 실어 올 것이라고 믿으면서 기다리는 풍습이다. 멜라네시아의 피지에서 뉴기니 동쪽 지역에 거주하는 원주민들의 풍습으로 배가 닿을 곳과 비행기가 내릴 곳을 마련하고 기원한다. 제2차 세계 대전 때 미군, 일본군의 비행기가 화물을 싣고 오는 것을 목격한 뒤 고착화되었다.

## 같이 보기
- 화물 숭배 과학
- 존 프롬

## 참고 문헌
- 마빈 해리스 저, 박종렬 역. 《문화의 수수께끼》, 제7장 〈유령화물〉. 한길사, 2000. ISBN 978-89-356-0016-8